# Steimke (Obernholz)
Steimke ist ein Ortsteil der Gemeinde Obernholz, im Norden des Landkreises Gifhorn in Niedersachsen.

## Geografie

### Geografische Lage
Steimke liegt im Osten der Südheide. Steimke befindet sich etwa 30 km südlich der Stadt Uelzen, gehört verwaltungstechnisch aber zum Landkreis Gifhorn. Der Ort liegt zwischen dem Naturpark Südheide und dem Naturpark Wendland.Elbe. Steimke ist Teil der Gemeinde Obernholz und befindet sich im Zentrum der Gemeinde. Nächstgelegene Mittelzentren sind Gifhorn, Celle und Uelzen.

## Ortsname
Im Mittelalter entsprang in Steimke eine in Stein gefasste Quelle, die möglicherweise zur Namensgebung geführt hat. Das hochdeutsche Wort Steinbach entspricht im Plattdeutschen dem Wort Steenbeeke, aus welchem sich der heutige Ortsname Steimke entwickelt hat.

## Geschichte

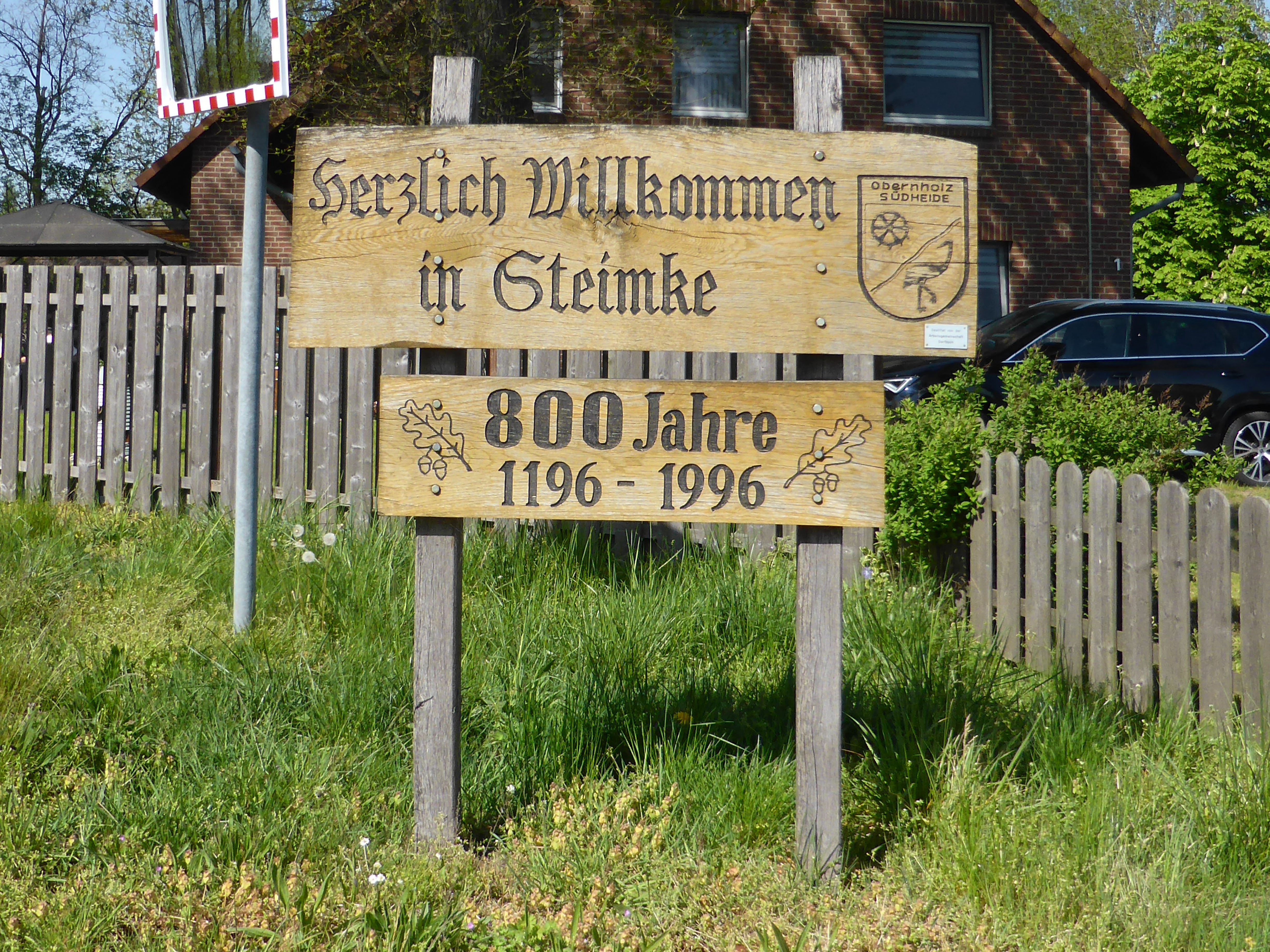
Gedenktafel an das 800-jährige Ortsjubiläum

Die älteste bekannte urkundliche Erwähnung von Steimke (Stembeke) steht im Güterverzeichnis von 1196/97 des Braunschweiger Stifts Sankt Cyriakus.
In der Franzosenzeit gehörte Steimke zum Distrikt Uelzen im Departement der Aller des Königreichs Westphalen. 1885 wurde der Kreis Isenhagen gegründet, dem Steimke angehörte. Zuvor gehörte Steimke zum Amt Isenhagen. 1932 wurde der Kreis Isenhagen aufgelöst, seitdem gehört Steimke zum Landkreis Gifhorn.

### Steinkreuz des Junkers Georg von Blankenburg

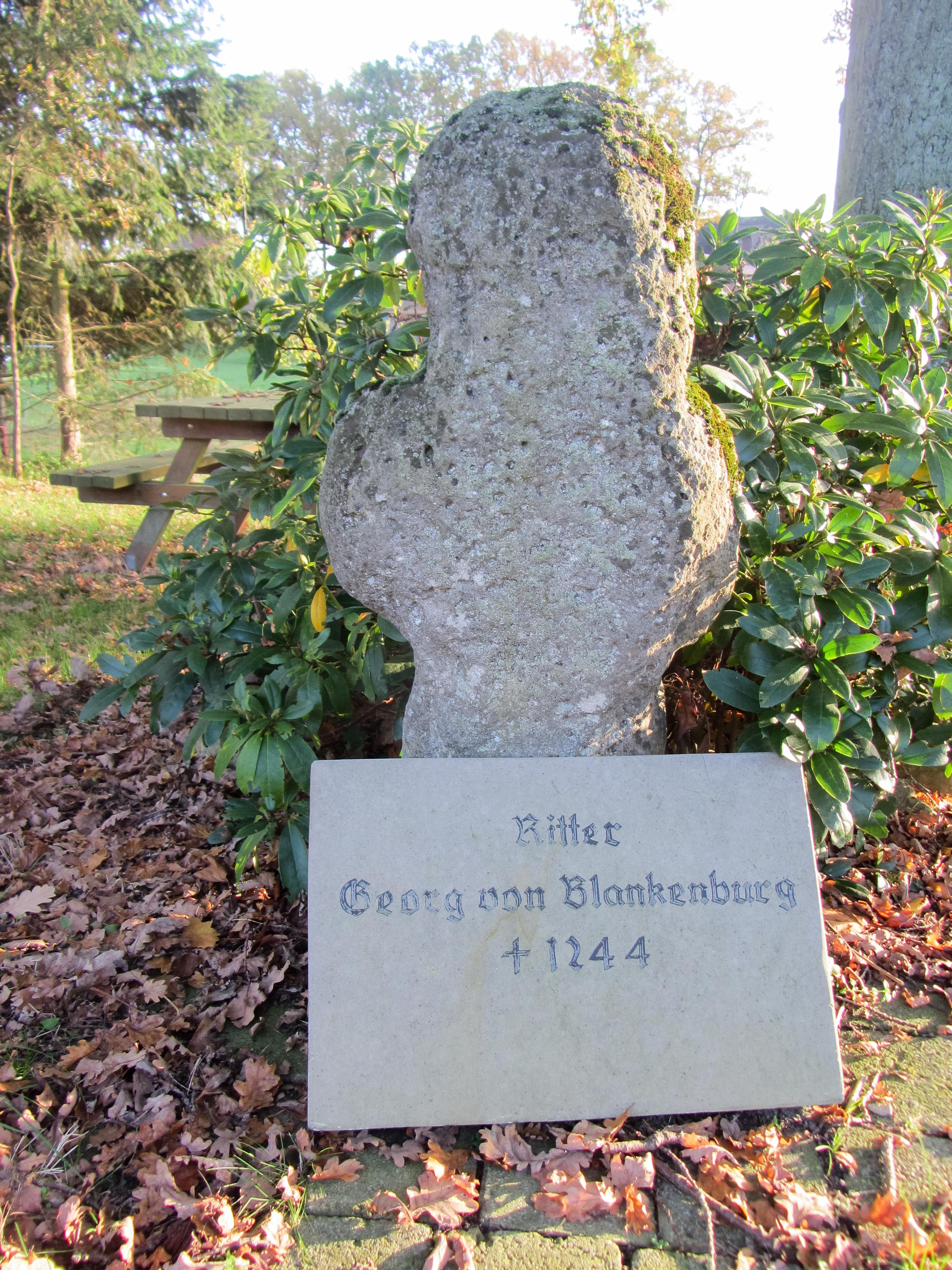
Reiterkreuz

Beim Ritt zur Wallfahrtskapelle in Steimke soll der Junker Georg von Blankenburg aus Steinhorst durch einen Sturz vom Pferd tödlich verunglückt sein. Sein Vater setzte im Jahre 1244 ein Steinkreuz zur Erinnerung an dieses Ereignis und stiftete außerdem die Kirche in Steinhorst. Das Reiterkreuz steht heute noch mitten im Ort.

### Marienkapelle
Im Jahre 1385 errichtete das Kloster Isenhagen eine Marienkapelle, mit der sich der Ort Anfang des 15. Jahrhunderts zu einem Wallfahrtsort entwickelte. Im Zuge der Reformation wurde die Kapelle im Auftrags des Herzogs von Braunschweig-Lüneburg Ernst I. Mitte des 16. Jahrhunderts entweiht und zerstört.

### Schule
Die Dorfschule in Steimke bestand von 1770 bis 1965. Vor der Gründung der Schule wurden die Schüler von den Einwohnern des Dorfes unterrichtet. Seit 1959 wurde ab der 5. Klassenstufe in Hankensbüttel unterrichtet. 1964 wurde der Schulbetrieb ganz nach Hankensbüttel verlagert.
Schülerzahlen:
| Jahr      | 1908 | 1925 | 1950 | 1963 |
| --------- | ---- | ---- | ---- | ---- |
| Einwohner | 39   | 25   | 79   | 20   |

### Eingemeindung
Am 1. März 1974 wurde Steimke in die neue Gemeinde Obernholz eingegliedert.

### Einwohnerentwicklung
| Jahr      | 1910 | 1925 | 1933 | 1939 | 2008 | 2016 |
| --------- | ---- | ---- | ---- | ---- | ---- | ---- |
| Einwohner | 214  | 232  | 217  | 206  | 236  | 229  |

## Religion
Steimke ist seit der Reformation protestantisch geprägt, verfügt jedoch über keine Kirche.
Evangelisch-lutherische Einwohner gehören zur Kirchengemeinde Hankensbüttel mit der St.-Pankratius-Kirche in Hankensbüttel, Katholiken gehören zur Pfarrei Wittingen mit der St.-Marien-Kirche in Wittingen.

## Politik
Ortsvorsteher ist zurzeit Ingo Lilje.

## Kultur und Sehenswürdigkeiten

### Bauwerke

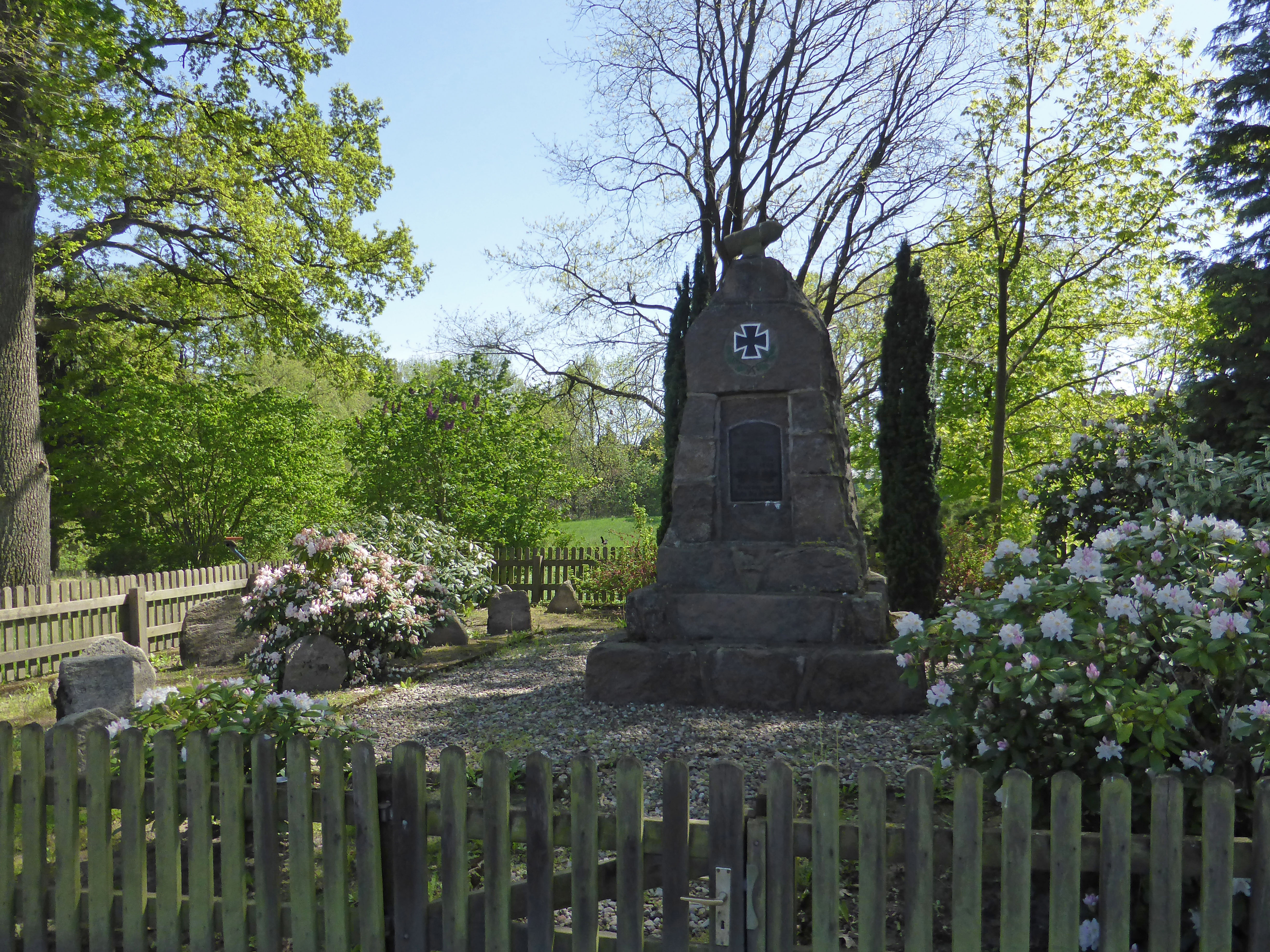
Kriegerdenkmal

Das Kriegerdenkmal erinnert an die Gefallenen und Vermissten der beiden Weltkriege aus Steimke.
Westlich von Steimke befinden sich zwei Windkraftanlagen. Am 4. Februar 2011 wurde eine Anlage bei einem Brand beschädigt.

### Regelmäßige Veranstaltungen
- Schützenfest, am letzten Wochenende im Mai
- Sommerfest; Stiefelparty, am 4. Wochenende im Juli

### Bräuche
- Wurstsuchen, am 3. Wochenende im Januar
- Osterfeuer, am Ostersonntag
- Maibaum aufstellen, am 30. April

### Vereine und Verbände
- Stiefel-Club-Steimke von 1979 e. V.
- Schützenverein Steimke von 1926 e. V.
- Schießsportgruppe
- Blaskapelle Die Wiesentaler

## Wirtschaft und Infrastruktur

### Unternehmen

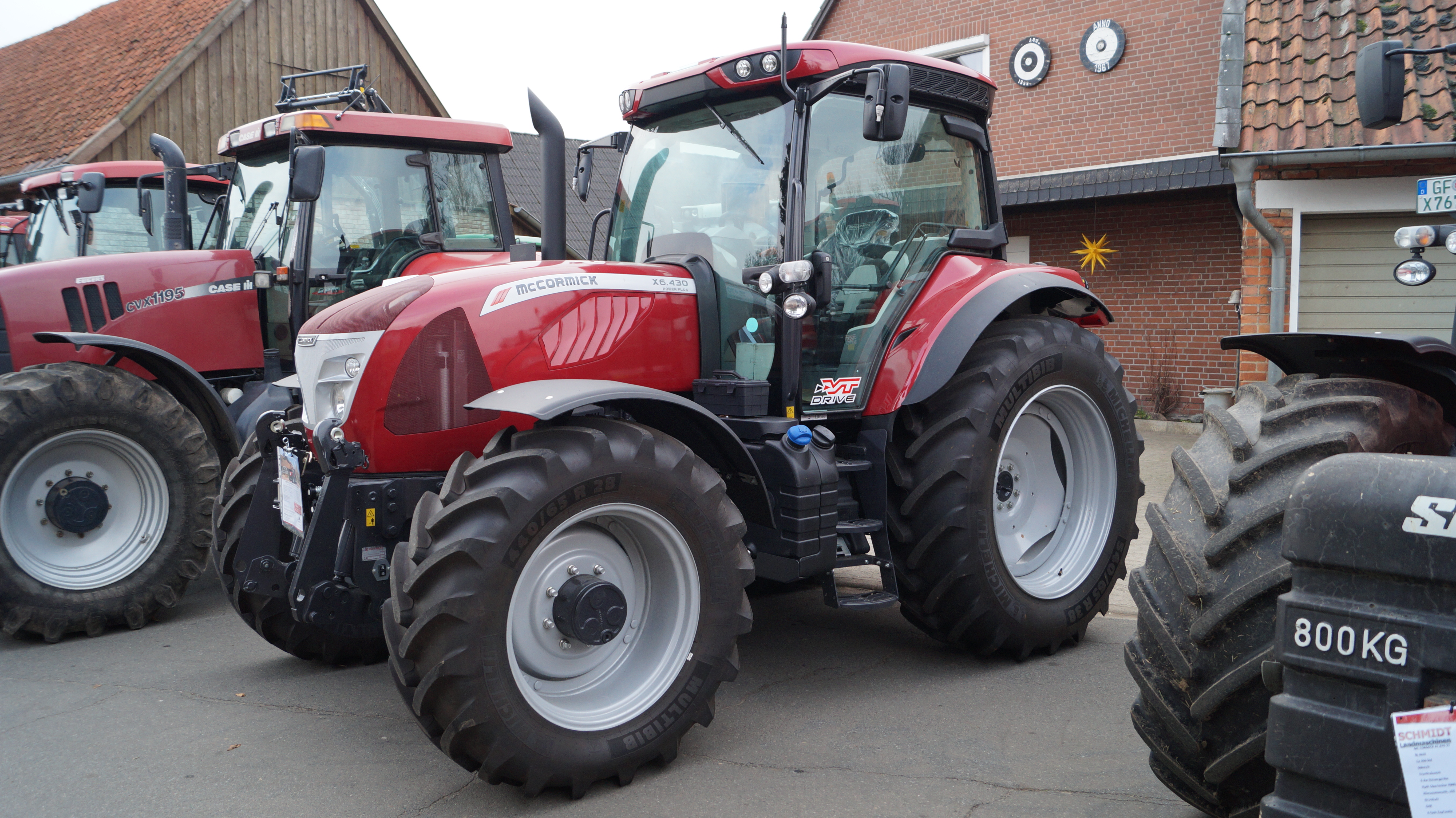
Traktoren bei einem Landmaschinenhändler in Steimke

Steimke ist landwirtschaftlich geprägt. Die Poststelle Steimke wurde geschlossen, in Steimke steht heute nur noch ein Postbriefkasten zur Verfügung.
Auch die Gaststätte Max Dolezych, der auch das Gemischtwarengeschäft angeschlossen war, wurde geschlossen. Einkaufsmöglichkeiten des täglichen Bedarfs und Gastronomie sind in Steimke nicht mehr vorhanden.

### Öffentliche Einrichtungen
Den Kindern steht ein Spielplatz zur Verfügung.

### Bildung
Die Schule wurde 1964 geschlossen, eine Kindertagesstätte ist in Steimke nicht vorhanden.

### Verkehr

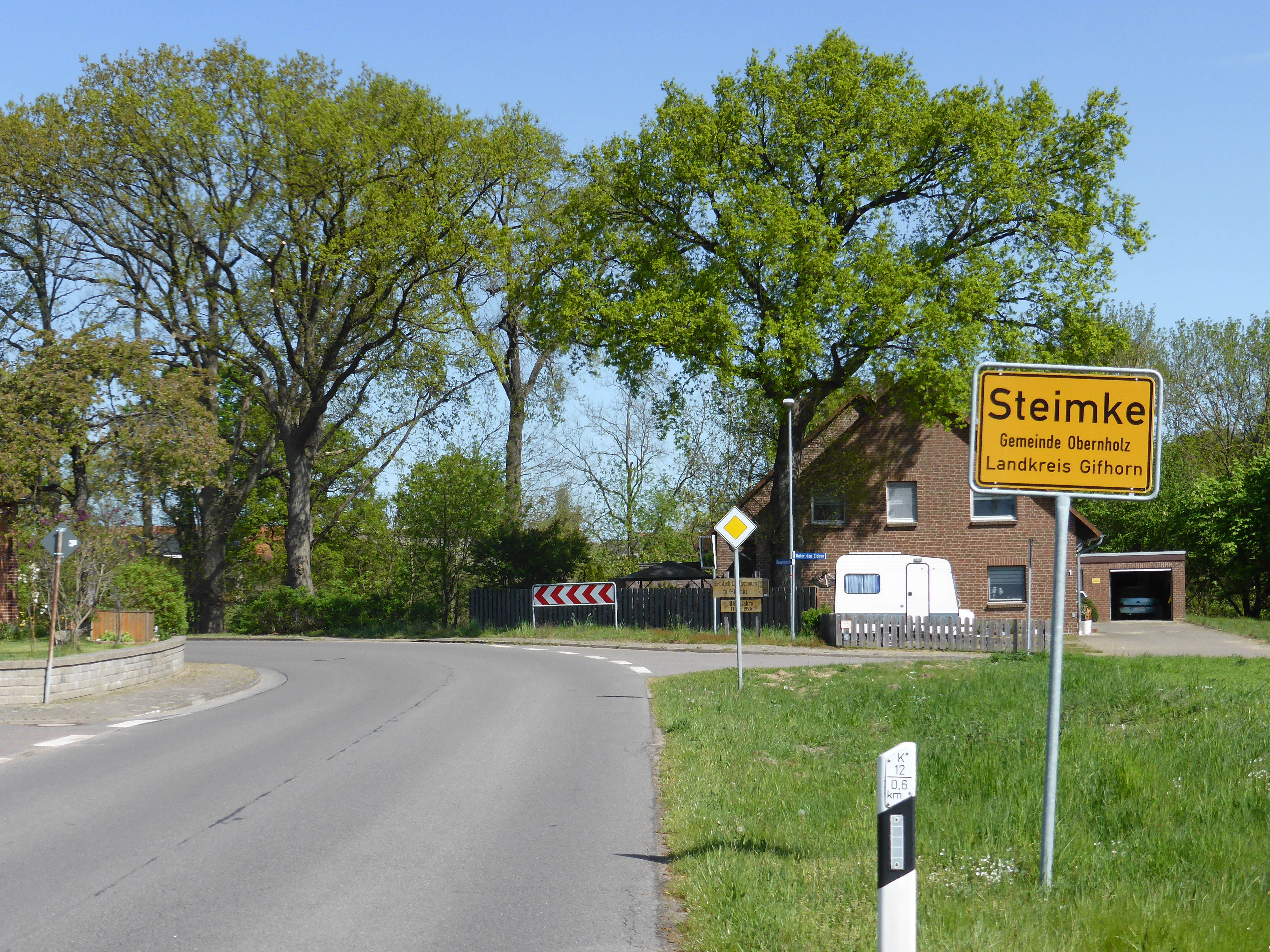
Ortseingang mit Kreisstraße 12

Durch Steimke verläuft die Kreisstraße 12, die in der Ortslage von Steimke die Bezeichnung Rosenstraße trägt. Im Norden führt die Kreisstraße 12 bis nach Schweimke und im Süden endet sie nahe dem Ortseingang von Hankensbüttel an Kreisstraße 11, die von Wierstorf kommend bis zur Bundesstraße 244 in Hankensbüttel verläuft. Die Kreisstraße 13, in der Ortslage von Steimke als Wohlweg bezeichnet, beginnt in Schweimke und verläuft in nordwestlicher Richtung über Wettendorf und Bottendorf bis nach Schweimke.
Linienbusse fahren von Steimke bis nach Hankensbüttel und Schweimke.